# Plan de cuentas
El plan de cuenta  es una relación o listado que comprende todas las cuentas contables que pueden ser utilizadas al desarrollar la contabilidad de una determinada empresa u organización. Este cuadro puede estar acompañado de información complementaria que indique para cada una de las cuentas, los motivos de cargo, abono y el significado del saldo.
El cuadro debe suponer una clasificación, distribución y agrupación de cuentas de acuerdo con el inventario patrimonial, permitiendo distinguir los elementos del activo y el pasivo, clasificándolas y agrupándolas de acuerdo con la naturaleza de los elementos que integran el patrimonio y de las operaciones de la entidad, separando las cuentas de balance de las cuentas de resultados. Según estos principios, las cuentas son ordenadas mediante la asignación de un código único y una descripción de la misma. La forma más aceptada de agrupación se realiza mediante un sistema decimal que se subdivide en varios niveles con distintas denominaciones (por ejemplo: grupos, subgrupos, conceptos, cuentas principales etc.)otro ejemplo de codificación numérica:
1 Activo (rubro)
1.1 Caja y banco (primer sub rubro del rubro activo)
1.1.1 Caja (primera cuenta sub rubro caja y banco)
1.1.2 Bancos cuenta corriente (segunda cuenta integrante del sub rubro caja y banco)
2.Pasivo (rubro)
2.1 Deudas comerciales (primer sub rubro del rubro pasivo)
2.1.1 Proveedores (primera cuenta integrante sub rubro deudas comerciales)
3.Patrimonio neto (rubro)
3.1 Capital suscripto (primer sub rubro del rubro activo)
3.1.1 Acciones en circulación (primera cuenta del sub rubro capital suscripto)
4.Ingresos (rubro)
4.1 Ganancias ordinarias (primer sub rubro del rubro ingresso)
4.1.1 Ventas (primera cuenta del sub rubro ganancias ordinarias)
4.2 Ganancias extraordinarias (segundo sub rubro del rubro ingresos)
4.2.1 Sobrante de caja ( primera cuenta del sub rubro ganancias extraordinarias)
5. Egresos (rubro)
5.1 Perdidas ordinarias (primer sub rubro del rubro egresos)
5.1.1 Costo de ventas ( primera cuenta del sub rubro perdidas ordinarias)
5.1.2 Sueldos y jornales (segunda cuenta del sub rubro perdidas ordinarias)

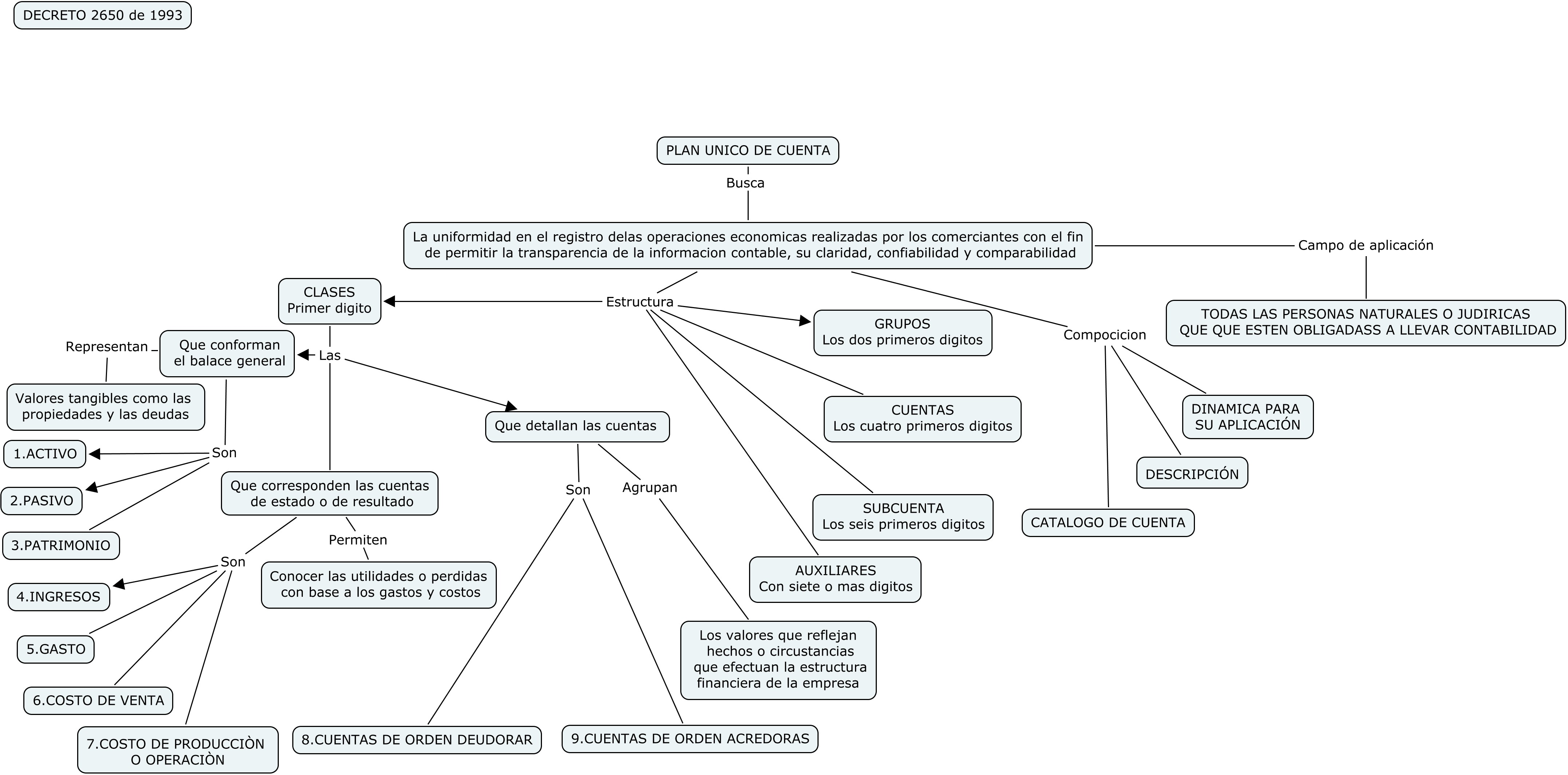
PLAN UNICO DE CUENTA

Como se puede apreciar el plan de cuenta debe ser flexible para poder ir agregando cuentas en la medida que vayan surguiendo y sean necesarias.
El plan de cuentas de una empresa trata de dotar de la máxima eficiencia a la contabilidad, al homogeneizar y facilitar la tarea de contabilización. En la medida que las empresas están más relacionadas se pone de manifiesto la necesidad de normalizar los diferentes planes de cuentas de las empresas con el objeto de hacer más comparable la información.  
La legislación de algunos países establece determinados modelos de plan contable que ha de ser aplicado por las empresas del país. En otros, en cambio, se establece una total libertad para que cada entidad diseñe y establezca el plan que considere conveniente. 
Elementos a tener en cuenta al confeccionar un plan de cuentas
- Identificar el tipo de actividad económica que realiza la empresa (si es de servicio, compra y venta de artículos, fábrica, etc.)
- Considerar la tipificación jurídica de la empresa. (si se trata de una S.A., S.R.L., comandita por acciones, etc.)
- La magnitud económica de la empresa
- Las necesidades de información de los propietarios y de terceros
- Localización de la empresa
- Legislación impositiva, laboral resoluciones técnicas, normas internacionales tanto de exposición de Estados Contables como legislación vigente ( en el caso de que sea procedente).

El plan de cuenta debería ir acompañado de un manual de cuentas que debe contener el plan de cuentas codificado y el análisis y formas de utilización de las cuentas seleccionadas.